# Karl Marlantes
Karl Arthur Marlantes (Astoria, 1944. december 24. –) amerikai író, a vietnámi háború veteránja. Négy könyvet írt: Matterhorn: A Novel of the Vietnam War (2010), What It Is Like to Go to War (2011), Deep River (2019) és Cold Victory (2024).

## Életrajza

### Fiatalkora
Marlantes az oregoni Seaside-ben nőtt fel, egy kis, tengerparti fakitermelő városban. Focizott, és diákszervezeti elnök volt a Seaside High Schoolban, ahol 1963-ban érettségizett. Apja az iskola igazgatója volt.
Elnyerte a National Merit Scholarshipet (tudományos ösztöndíj), és a Yale Egyetemre járt, ahol a Jonathan Edwards College és a Beta Theta Pi tagja volt, és szélsőcsatárként játszott a rögbicsapatban. A Yale-en töltött ideje alatt Marlantes a tengerészgyalogság szakaszvezetői osztályában képezte ki magát. Az oxfordi University College-ban Rhodes-ösztöndíjat kapott. Katonai szolgálata után visszatért Oxfordba, és mesteri fokozatot szerzett.

### Vietnámi háború
Marlantes egy oxfordi félév után távozott, hogy gyalogsági tisztként csatlakozzon az Egyesült Államok tengerészgyalogságához. A vietnami háború alatt az 1. zászlóaljnál, a 4. tengerészgyalogságnál szolgált 1968 októberétől 1969 októberéig, és haditengerészeti kereszttel tüntették ki a vietnami akcióért, amelyben egy dombtetőn lévő bunkerkomplexum elleni támadást vezetett. Légi megfigyelőként is szolgált Vietnamban. Marlantes bronzcsillagot, két haditengerészet vitézségi kitüntetést, két Bíbor Szívet és 10 Air Medal-t is kapott.
Harci körútja után még egy évet töltött aktív szolgálatban a tengerészgyalogság főhadiszállásán. Poszttraumás stressz zavarban szenved.
Marlantes szerepel Ken Burns és Lynn Novick 10 részes dokumentumfilm-sorozatában, a The Vietnam War (2017), ahol a háború alatt szerzett tapasztalataira reflektál.

## Irodalmi pályája
Marlantes a Matterhorn: A Novel of the Vietnam War (2010) szerzője. Sebastian Junger, a The New York Times munkatársa úgy nyilatkozott, hogy Matterhorn: "az egyik legmélyebb és legpusztítóbb regény, amely Vietnamról – vagy bármilyen háborúról – valaha is megjelent". 2011-ben megkapta a Washington State Book Award díját szépirodalom kategóriában. A regény Marlantes vietnami háborúban szerzett harci tapasztalatain alapul.
Következő könyve a What It Is Like to Go to War volt, egy 2011-ben megjelent életrajzi non-fiction mű, amely a civil világba való visszatéréséről és általában a modern veterán életről szól.
Marlantes Deep River (2019) című regénye 2019 júliusában jelent meg. Egy finn családról szól, akik elmenekülnek Finnországból, és Amerika északnyugati részén telepednek le egy fakitermelő közösségben. A történet az 1900-as évek eleji fakitermelő ipart és munkásmozgalmakat, valamint egy család újjáépítését vizsgálja Amerikában, miközben egyensúlyba hozza a családi hagyományokat.

## Magánélete
Marlantes házas, 3 lánya van.

## Megjelent munkái
- Marlantes, K.. Matterhorn: A Novel of the Vietnam War. New York: Atlantic Monthly Press (2010). ISBN 9780802119285
  - Matterhorn – Európa, Budapest, 2012 · ISBN 9789630795104 · Fordította: Gy. Horváth László, Tábori Zoltán
- Marlantes, K.. What it is Like to Go to War. New York: Atlantic Monthly Press (2011). ISBN 9780802119926
- Marlantes, K.. Deep River. New York: Atlantic Monthly Press (2019). ISBN 9780802125385
- Marlantes, K.. Cold Victory. New York: Grove Press (2024). ISBN 9780802161420[29]

## Fordítás
- Ez a szócikk részben vagy egészben  a   Karl Marlantes című angol Wikipédia-szócikk fordításán alapul.  Az eredeti cikk szerkesztőit annak laptörténete sorolja fel. Ez a jelzés csupán a megfogalmazás eredetét és a szerzői jogokat jelzi, nem szolgál a cikkben szereplő információk forrásmegjelöléseként.